# Zwartbuikamarant
De zwartbuikamarant of zwartbuik vuurvink (Lagonosticta rara) is een zangvogel uit de familie Estrildidae (prachtvinken).

## Verspreiding en leefgebied
Deze soort telt 2 ondersoorten:
- L. r. forbesi: van Senegal tot Nigeria.
- L. r. rara: van Kameroen tot zuidelijk Soedan, Oeganda en westelijk Kenia.